# Dominic Maier

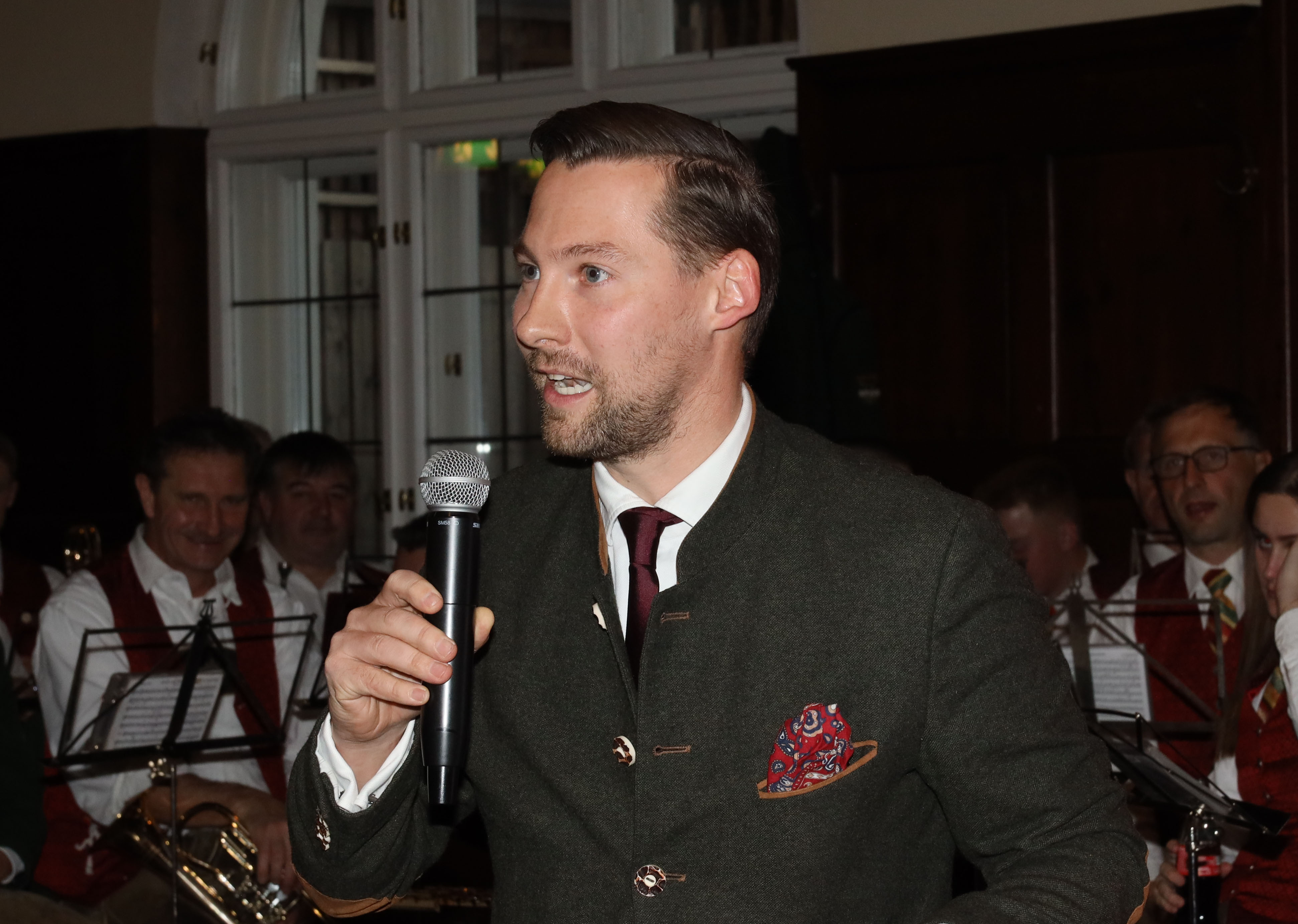
Dominic Maier beim Herbstfest der Kameradschaft Hohensalzburg 2024

Dominic Maier (* 11. Februar 1989 in Gmunden) ist ein österreichischer Politiker der Freiheitlichen Partei Österreichs (FPÖ). Seit dem 14. Juni 2023 ist er Abgeordneter zum Salzburger Landtag.

## Leben

### Ausbildung und Beruf
Maier wuchs im oberösterreichischen Mondsee auf, besuchte im Anschluss an die Volksschule jedoch das Privatgymnasium der Herz-Jesu-Missionare im Salzburger Stadtteil Liefering, wo er 2008 maturierte. Anschließend absolvierte er in den Jahren 2009 bis 2019 die Studien der Geschichte an der Paris-Lodron-Universität Salzburg und der Politischen Wissenschaft an der Hochschule für Politik München, welche er als Bachelor of Arts und Diplomaticus scientiae politicae Universitatis abschloss.
Er war von 2018 bis 2021 parlamentarischer Mitarbeiter des Abgeordneten zum Nationalrat Volker Reifenberger und ab 2022 bis zu seinem Einzug in den Salzburger Landtag politischer Referent im Landtagsklub der FPÖ Salzburg. Seit 2015 ist er außerdem Milizoffizier des österreichischen Bundesheers mit dem Dienstgrad Hauptmann und in dieser Funktion Kompaniekommandant im Jägerbataillon Salzburg Erzherzog Rainer.

### Politik
Maier war bereits in seiner Jugend in Vorfeldorganisationen der FPÖ aktiv und so etwa im Vorstand des Rings Freiheitlicher Jugend Salzburg sowie von 2019 bis 2024 als Obmann des Freiheitlichen Akademikerverbands Salzburg tätig. Von 2018 bis heute ist er Obmann der FPÖ-Ortsgruppe Parsch/Aigen/Alt- und Neustadt der FPÖ Salzburg-Stadt und war von 2022 bis 2023 Stadtpartei- und Bezirksparteiobmann der FPÖ Salzburg-Stadt.
Bei der Landtagswahl 2023 kandidierte er auf Platz 3 im Landtagswahlkreis Salzburg Stadt, konnte jedoch, nachdem er hier kein Grundmandat erreichte, über die Landesparteiliste in den Landtag einziehen. Am 14. Juni 2023 wurde er in der konstituierenden Sitzung der XVII. Gesetzgebungsperiode als Abgeordneter zum Salzburger Landtag angelobt.
In den sozialen Medien kritisierte  Maier   Klebeaktionen der "Letzten Generation". Diese hatten sich im Salzburger Frühverkehr auf der Fahrbahn im Bereich der Salzburger Staatsbrücke festgeklebt. Er  appellierte an Salzburgs Bürgermeister für einen strengeren Kurs im Umgang mit Klimaklebern und bezeichnete diese in Anlehnung an jüngste Vorfälle in Österreich und Deutschland als „Ökoterroristen, Barrikadenbauer und Autozündler“. Ein durch die "Letzte Generation" initiiertes Ermittlungsverfahren wurde nach wenigen Monaten mangels strafrechtlicher Relevanz durch die Staatsanwaltschaft eingestellt.

### Privates
Dominic Maier ist Mitglied des pflichtschlagenden Corps Frankonia-Brünn zu Salzburg im Kösener Senioren-Convents-Verband. Seit 2012 ist er Vorstandsmitglied im Salzburger Wehrgeschichtlichen Museum, welchem er seit 2024 als Obmann-Stellvertreter vorsteht.